# بازده پایدار بیشینه
در بوم‌شناسی جمعیت و اقتصاد، بازده پایدار بیشینه (به انگلیسی: Maximum sustainable yield)، از دیدگاه نظری، بزرگترین بازده (یا صید) است که می‌توان از موجودی یک گونه در یک دوره نامحدود گرفت. اساس مفهوم بازده پایدار، مفهوم MSY هدف آن حفظ اندازه جمعیت در نقطه حداکثر نرخ رشد با برداشت افرادی است که به‌طور معمول به جمعیت اضافه می‌شوند و به جمعیت اجازه می‌دهد تا به‌طور نامحدود به تولید ادامه دهند. با فرض رشد لجستیک، محدودیت منابع، نرخ باروری افراد را در زمانی که جمعیت کوچک هستند محدود نمی‌کند، اما از آنجایی که تعداد افراد کمی وجود دارد، بازده کلی کوچک است. در تراکم جمعیت متوسط، که نیمی از گنجایش برد را نیز نشان می‌دهد، افراد می‌توانند تا حداکثر میزان خود تولیدمثل کنند. در این مرحله که حداکثر بازده پایدار نامیده می‌شود، تعداد افراد زیادی وجود دارند که می‌توان آنها را برداشت کرد زیرا رشد جمعیت به دلیل تعداد زیاد افراد در حال تولیدمثل در حداکثر نقطه خود است. بالاتر از این نقطه، عوامل وابسته به تراکم به‌طور فزاینده‌ای پرورش را محدود می‌کنند تا زمانی که جمعیت به گنجایش برد برسد. در این مرحله، افراد اضافی برای برداشت وجود ندارد و عملکرد به صفر می‌رسد. بازده پایدار بیشینه معمولاً بالاتر از بازده پایدار بهینه و بازده اقتصادی بیشینه است.